# Giovanna Aldegani
Giovanna Aldegani (Venecia, 7 de diciembre de 1976) es una deportista italiana que compitió en tiro con arco, en la modalidad de arco recurvo.
Ganó una medalla de oro en el Campeonato Mundial de Tiro con Arco al Aire Libre de 1999 y dos medallas en el Campeonato Europeo de Tiro con Arco al Aire Libre, en los años 1996 y 1998.

## Palmarés internacional
| Campeonato Mundial al Aire Libre | Campeonato Mundial al Aire Libre | Campeonato Mundial al Aire Libre | Campeonato Mundial al Aire Libre |
| Año                              | Lugar                            | Medalla                          | Prueba                           |
| -------------------------------- | -------------------------------- | -------------------------------- | -------------------------------- |
| 1999                             | Riom (Francia)                   | Medalla de oro                   | Equipo                           |
| Campeonato Europeo al Aire Libre |                                  |                                  |                                  |
| Año                              | Lugar                            | Medalla                          | Prueba                           |
| 1996                             | Kranjska Gora (Eslovenia)        | Medalla de oro                   | Equipo                           |
| 1998                             | Boé/Agen (Francia)               | Medalla de plata                 | Equipo                           |